# Die Macht der Finsternis (Film)
Die Macht der Finsternis ist eine 1923 entstandene, deutsche Stummfilmadaption des gleichnamigen Romans (1886) von Leo Tolstoi, gestaltet mit den Schauspielern des Moskauer Künstlertheaters. Regie führte Conrad Wiene nach einem Drehbuch seines Bruders Robert Wiene. 

## Handlung
Ein russisches Bauerndorf, fern aller Metropolen, im russischen Zarenreich. Hier treibt der Knecht Nikita sein „Unwesen“, denn er kann von keiner Frau lassen. Im Dienste seines reichen Herrn Peter stehend, hofft er eines Tages, diesen und damit auch dessen Besitz zu erben. Dabei ist Nikita alles andere als ein fleißiger Untergebener seines Herrn, dank seiner schlechten Arbeit droht Peters Hof zu verkommen. Der junge Tunichtgut jagt jedem Rock hinterher, selbst Akulina, die Tochter des Großbauern, ist nicht vor seinen Nachstellungen sicher. Nikita beginnt mit der etwas zurückgebliebenen Bauerstochter sogleich eine Affäre. Als Nikitas Vater eines Tages auf dem Hof erscheint, will er seinen nichtsnutzigen Sohn mitnehmen, auf dass dieser die mutmaßlich von ihm geschwängerte Marina heiratet. Doch dieser väterliche Wille würde Nikitas eigene Pläne, den Hof seines Herrn zu übernehmen, durchkreuzen. In seiner Mutter findet Nikita eine Verbündete. Und so verbleibt Nikita vorerst auf dem Hof Peters, und Anisia hilft dem zögernden Sterben ihres kränkelnden Gatten mit etwas Gift nach. 
Nikita wähnt sich am Ziel seiner Träume. Und so heiratet er statt Marina die frisch verwitwete Bäuerin und Gattenmörderin Anisia, lässt sich aber auch auf eine weitere Affäre, diesmal mit seiner Stieftochter Akulina, ein. Anisia möchte daher unbedingt, dass die Stieftochter so rasch wie möglich den Hof verlässt. Doch Akulina ist bereits schwanger von dem Schwerenöter Nikita. Dessen Mutter und seine Frau fürchten, dass der Bastard eines Tages Ansprüche auf den Hof erheben könnte, und setzen daher Nikita schwer unter Druck, Akulinas und sein Kind zu töten. Am Tag der Entbindung, ausgerechnet am Tag der Hochzeit mit Anisia, ist es so weit: Das Neugeborene wird von Nikita gemeuchelt und gemäß Anisias Willen vom Kindsmörder im Keller verscharrt. Nikita zerbricht an seinem schrecklichen Tun und gesteht reuevoll auf seiner eigenen Hochzeitsfeier das Verbrechen an seinem eigen Fleisch und Blut. Dann bricht er vor den Gästen zusammen, und auch seine Gattin sinkt, von tiefer Schuld gezeichnet, auf die Knie.

## Produktionsnotizen
Die Macht der Finsternis entstand 1923 in den Münchner Bavaria-Ateliers und passierte mit Jugendverbot die Filmzensur am 3. September 1923. Wenig später erfolgte die erste Präsentation, offizieller Massenstart war aber erst nach einer Neuvorlage am 24. Mai 1924, die erneut ein Jugendverbot nach sich zog, am 16. Juni 1924 im Berliner Mozartsaal. Die Länge des Fünfakters betrug 1923 2221 Meter, 1924 nur noch 2074 Meter. In Wien lief der Streifen am 14. November 1924 an.
Die Filmbauten gestalteten der Exilrusse Andrej Andrejew und sein deutscher Kollege Heinrich C. Richter.
Hauptdarsteller Pjotr Sharoff hatte bereits kurz zuvor in Robert Wienes Raskolnikow-Verfilmung mitgewirkt.

## Kritiken
In Wiens Neue Freie Presse schrieb der Rezensent in der Ausgabe vom 5. Dezember 1924: „Lobenswertes ist auch von der Darstellerin der Akulina und des Großbauern Peter, wie auch der Nebenrollen und sonstigen Bauerntypen zu sagen. Jeder einzelne ist ein lebender Mensch. Die ganze Vorführung zeigt, dass die Regie ordentlich gearbeitet hat. Störend war aber, dass Anjutka nicht wie eine Zehnjährige, sondern wie eine Sechzehnjährige aussieht.“
In Wiens Kino-Journal ist zu lesen: „Ein düsteres, schwarz in schwarz malendes Bild menschlicher Sündhaftigkeit, von einem großen Seher wie Leo Tolstoi einer war, geschaffen, von der Moskauer Künstlertruppe voll naturalistischer Kraft dargestellt, wie sollte ein solches Werk auf die Zuschauer nicht tiefste Wirkung ausüben?“
In Zeughauskino heißt es: „Die Macht der Finsternis ist ein filmhistorisch und ästhetisch bedeutsames Zeugnis für die produktive Begegnung zwischen dem deutschen Filmexpressionismus und der Schauspielkunst der Stanislawski-Schule.“